# Ūsiņš
Ūsiņš ou Dewing Uschinge ou Deving Isching ou Usins, est le dieu letton des chevaux, des abeilles et de la lumière.
On en retrouve les premières traces écrites dans les œuvres de Joannis Stribingius, un jésuite, vers 1606.
Ūsiņš s'occupe des chevaux durant l'été, puis les offre à Mārtiņš pour l'hiver, au cours de la fête du Mārtiņi. On l'associe parfois à "Jurgi" ou "Ūsiņi" - fête mineure célébrée le 23 mars.